# Чиркино (Московская область)
Чиркино — деревня в Ступинском районе Московской области в составе Леонтьевского сельского поселения (до 2006 года входила в Алфимовский сельский округ). На 2015 год в Чиркине две улицы — Ключи и Покровская, впервые упоминается в 1577 году, как село, древнейшая вотчина рода Шереметевых.

## География
Чиркино расположено на востоке района, на реке Сукуше (правый приток реки Городенки), высота центра деревни над уровнем моря — 150 м. Ближайшие населённые пункты: Щербинино — около 0,5 км на север и Мякинино — около 1 км на юг.

## Население
| 2002 | 2006 | 2010 |
| ---- | ---- | ---- |
| 25   | ↘18  | ↗19  |

## Достопримечательности

Храмовый ансамбль в деревне Чиркино)

- В Чиркине два старинных действующих храма: Покровский, постройки начала XVI века (1514, в конце XVII века надстроен)[7], памятник архитектуры федерального значения[8], один из старейших храмов Южного Подмосковья.
- Барочный Васильевский храм, федерального значения, конца XVII века, по заказу двоюродного племянника Бориса Петровича Шереметева возведена столпообразная церковь-колокольня во имя Святого Василия Великого, над могилой, и ставший впоследствии усыпальницей боярина Василия Борисовича Шереметева (ум. 1682)[9][10][11]. Обе церкви составляют единый храмовый комплекс[12].
- В деревне также находится несколько святых источников: Всех скорбящих Радости (уровень серебра превышает норму в 20 раз) и Пророка Илии[4]. Родник Священномучеников Иоанна и Анны и Царский источник с бурлящими родниками и прозрачной заводью, в которой плавают рыбы, находятся у моста через речку в деревне Щербинино.